# بخش پینامار
بخش پینامار (به اسپانیایی: Partido de Pinamar) یک منطقهٔ مسکونی در آرژانتین است که در استان بوئنوس آیرس واقع شده‌است. بخش پینامار ۶۳ کیلومتر مربع مساحت و ۲۰٬۶۶۶ نفر جمعیت دارد.